# Gaucher III de Salins
Gaucher III (ou IV) de Salins, (vers 1088 – 15 août 1175) est seigneur de Salins au XIIe siècle.

## Biographie

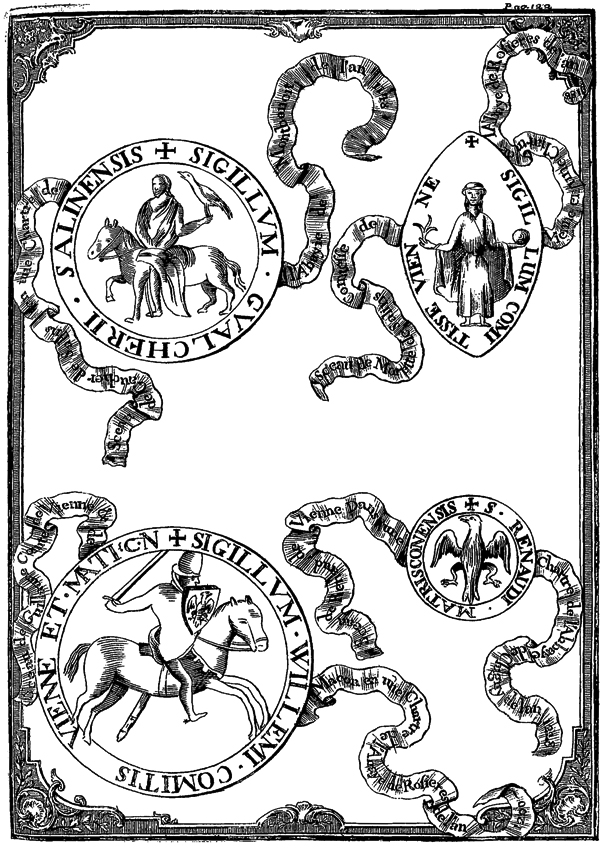
Sceaux de Gaucher III de Salins, de Maurette de Salins, de Guillaume IV de Mâcon et de Renaud de Vienne.

Il est le fils d'Humbert III de Salins. Après le décès de son père, et suivant la volonté de ce dernier, il remit entre les mains d'Humbert de Scey les biens destinés à la fondation de l'abbaye Notre-Dame de Rosières augmentés de la terre de Charnay qu'il donnait à titre personnel. Tout au long de sa vie il fit d'importants dons aux religieux de sa région : ainsi le chapitre de Saint-Paul obtenait un droit sur les salines, l'abbaye de Bithaine (Adelans-et-le-Val-de-Bithaine) était autorisée à acquérir et recevoir des terres, les chanoines réguliers d'Alaise recevaient une maison à Ars, ceux de Montbenoît se voyaient remettre deux mesures de sels chaque semaine ; sur chaque acte il apposait son sceau où il était représenté à cheval, tenant un oiseau sur son poing, avec l'inscription Sigillum Gualcherii Salinensis. En 1157, il accompagnait l'empereur Frédéric Barberousse à Besançon lors d'une convocation de la Diète et à Arbois lorsqu'il prit l'abbaye de Balerne sous sa protection. Il fut inhumé dans l'église de Saint-Étienne. 
Mariage et succession :

Il épouse Alix, de qui il a Maurette (1127/37 - 1184/1200), dame de Salins après la † de son oncle Humbert IV de Salins, frère puîné de Gaucher III ; en 1152 elle épouse Géraud Ier de Mâcon (1124 - 1184), comte de Mâcon. Après le décès de son époux, Maurette se fixe dans son château d'Hunnens (Ornans). Maurette de Salins et Géraud de Mâcon ont eu entre autres enfants : 
- Guillaume IV, comte de Mâcon et de Vienne : d'où la suite des comtes de Mâcon et de Vienne ;
- et Gaucher IV de Mâcon-Vienne, sire de Salins et de Traves, père de Marguerite qui vend Salins au duc Hugues IV de Bourgogne en 1225 ; en 1237 ce dernier cèdera Salins, contre Chalon et Auxonne, à Jean de Chalon l'Antique, comte régent de Bourgogne-Comté en 1248, petit-neveu de Géraud Ier de Mâcon, fondateur des comtes de Bourgogne de la Maison de Chalon.

## Sources
- Jean-Baptiste Guillaume, Histoire généalogique des sires de Salins au comté de Bourgogne, Besançon, Jean-Antoine Vieille, 1757 (lire en ligne), p. 109 à 137.